# Ryback

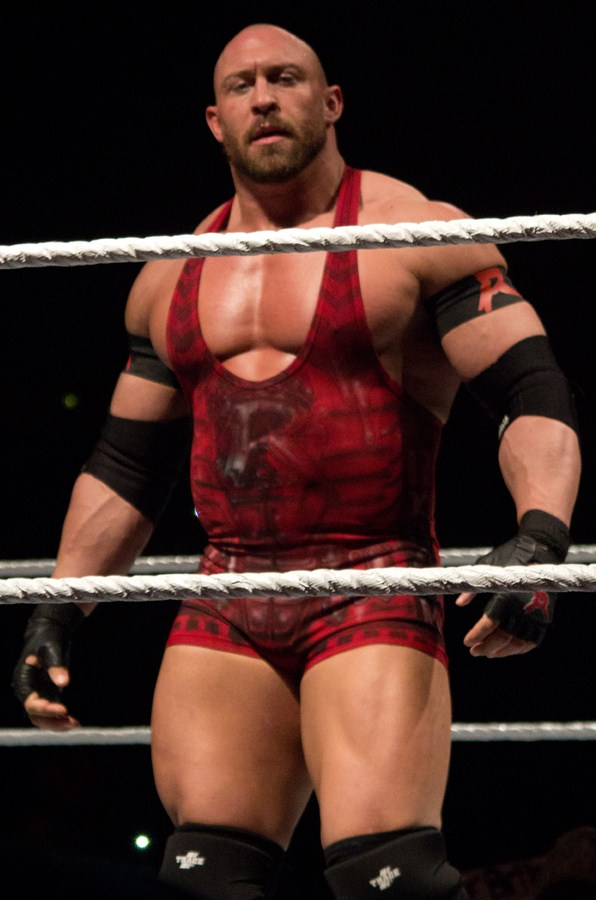
Ryback 2013-ban

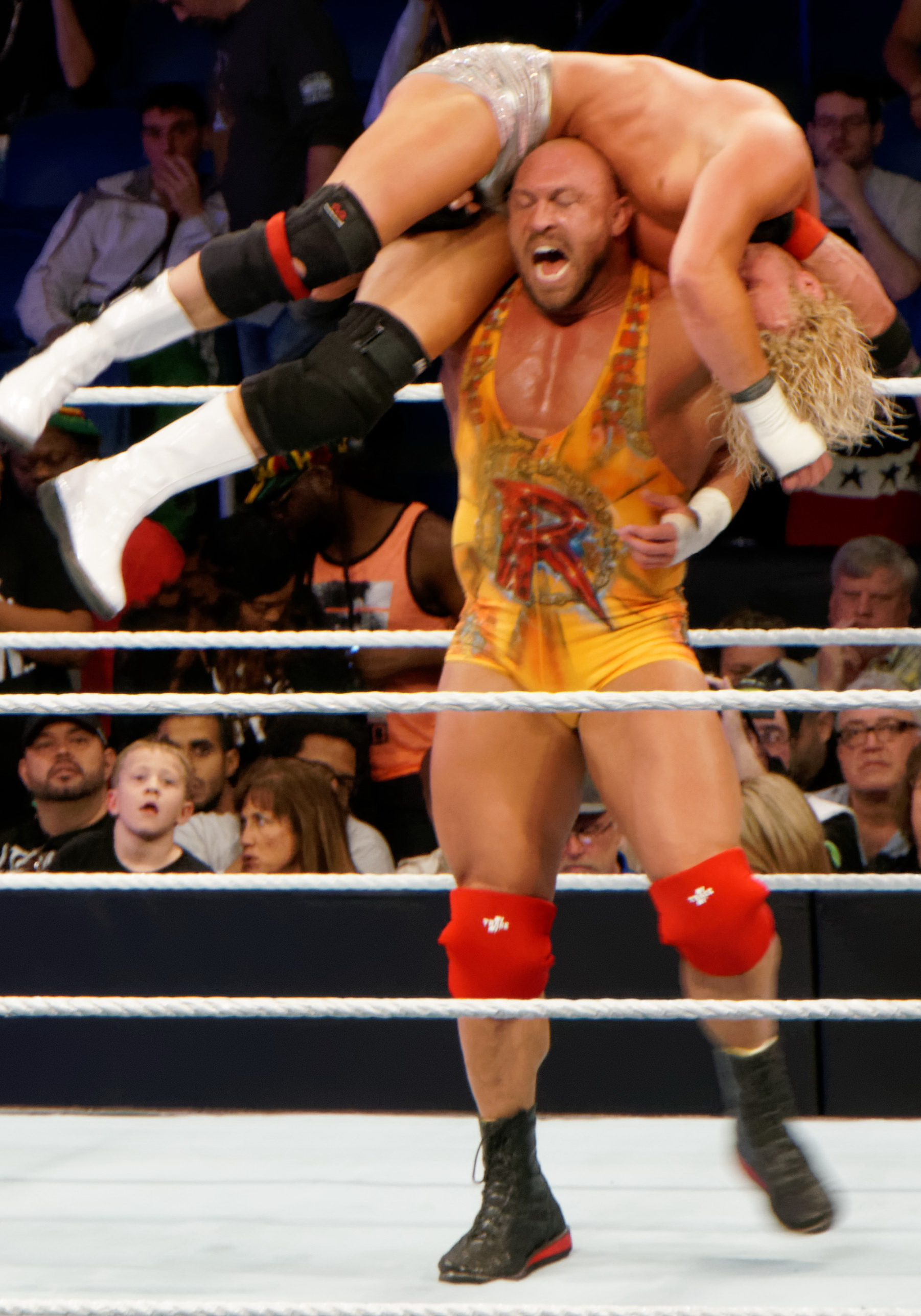
Dolph Ziggler padlóra küldése

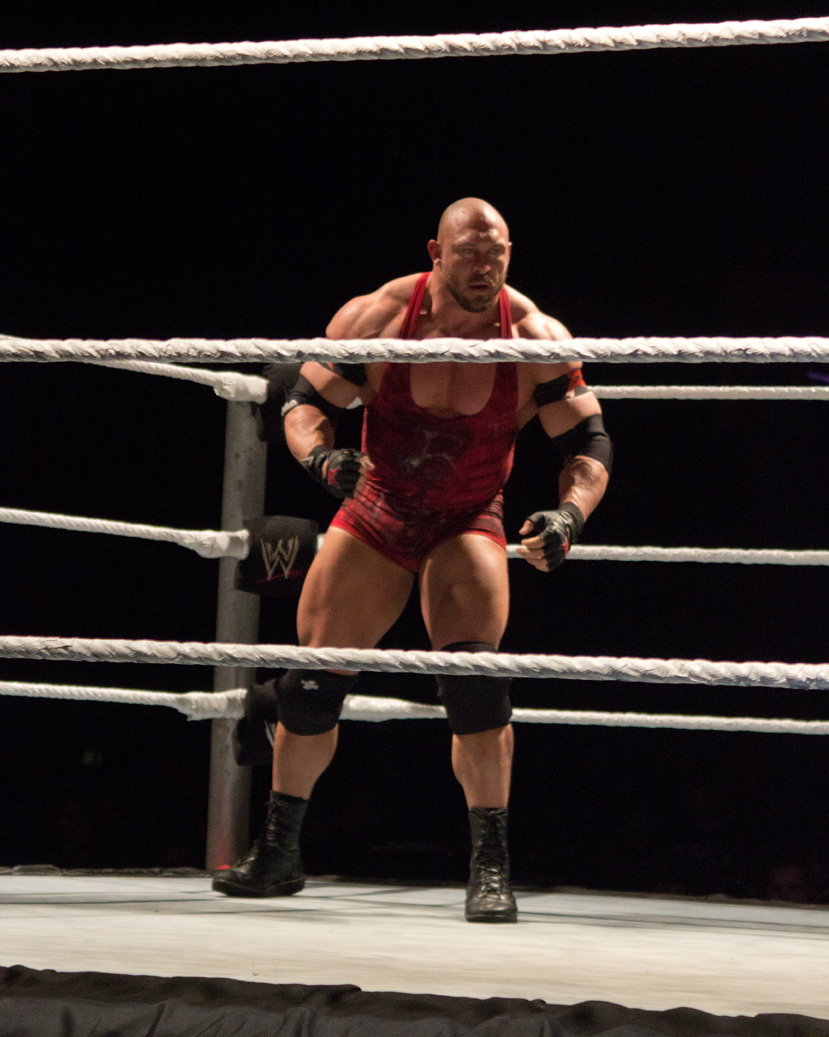
Ryback "húskampó" mozdulata

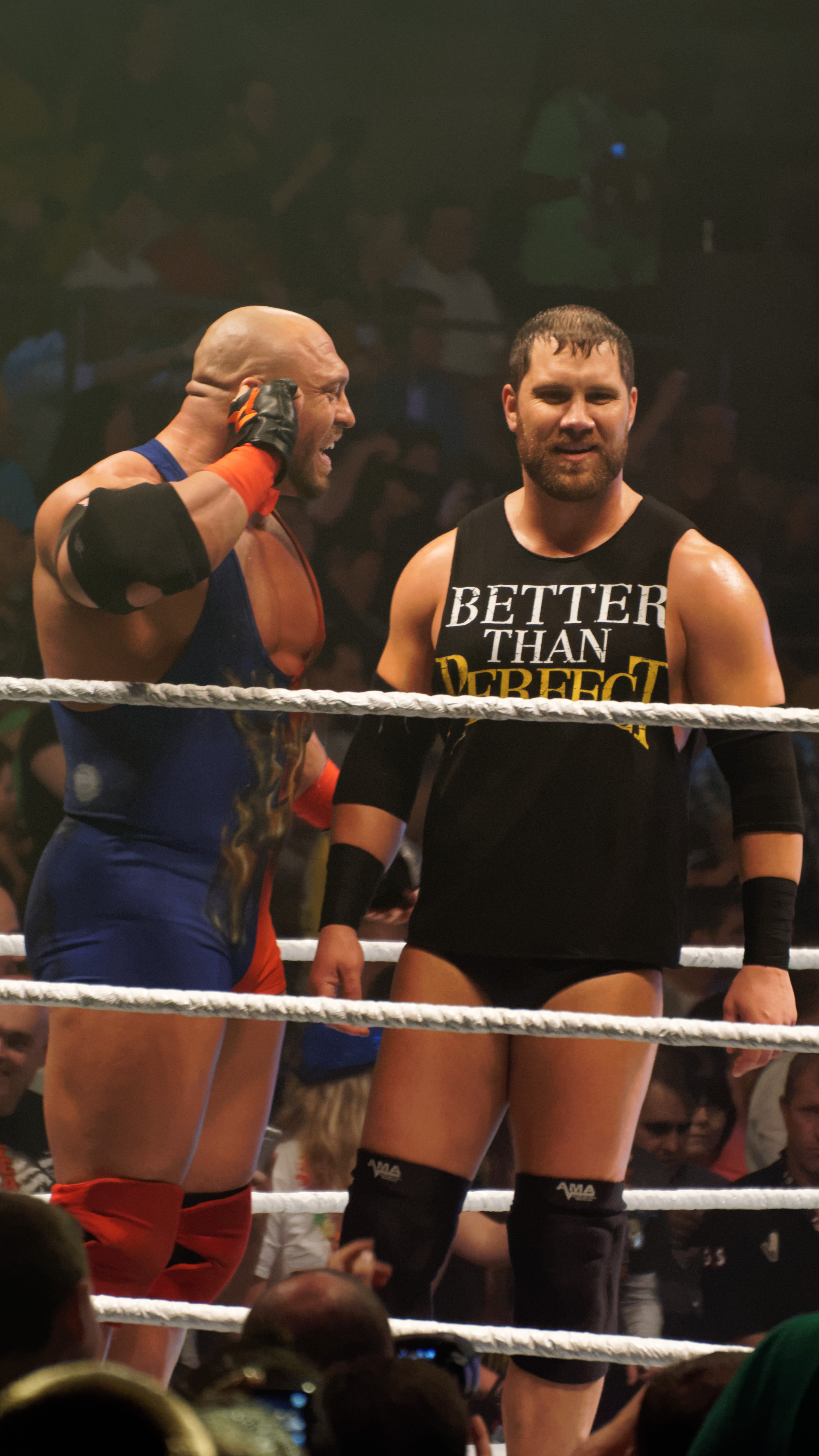
Rybaxel, 2014

Ryback Allen Reeves (1981. november 10. –), ismertebb nevén Ryback, amerikai pankrátor. Egyike volt annak a nyolc embernek, aki bekerült a Tough Enough 4. szériájának döntőjébe. Később szerződést kötött a World Wrestling Entertainment-el, majd a különböző fejlődési területein birkózott: Deep South Wrestling-nél, Ohio Valley Wrestling-nél, a Florida Championship Wrestling-nél; 2010-ben pedig részt vett az NXT első évadában. Egyszer lett az OVW nehézsúlyú bajnoka, valamint egyszer szerezte meg a WWE interkontinentális bajnoki övét.

## Profi pankrátor karrier

### Kezdetek
Reeves már 8 évesen érdeklődött a birkózás iránt; gyerekkorában többször részt vett a World Wrestling Federation élő eseményein. A gimnáziumban baseball-ozott és a focizott. A Nevadai Egyetemen tanult tovább fitness menedzsment szakon, de részmunkaidőben a Monte Carlo Hotel és Casino-ban dolgozott.

### Tough Enough (2004)
Reeves küldött magáról egy rövid egyperces videókazetta-felvételt, amelynek eredményeképp beválogatták a Tough Enough című műsorba. Az első héten borda sérülést szenvedett, de végül mégis bekerült a döntőbe, a legjobb 8 közé. Annak ellenére, hogy nem nyerte meg a versenyt, Reeves lenyűgözte WWE tisztviselőit. Aláírt velük egy fejlődési szerződést, majd 2005 márciusában elindult a Deep South Wrestling-hez. Itt Lash Leroux-al állt össze egy csapatba, és a Team Elite (Derrick Neikirk és Mike Knox) ellen többször összecsaptak.

### Ohio Valley Wrestling (2005-2008)
A DSW után Reeves átkerült az OVW-hez, ahol számos pankrátorral összecsapott, többek között Kasey James-el, Pat Buck-al, Da Beast-el illetve Nick Nemeth-el. Ezután csapatot alapított Mikey Batts-al, és legyőzték Billy Kryptonite és Russell Simpson, valamint Jack Bull és Vic Devine párosát. 2006 júliusában Reeves-t 30 napra felfüggesztették kábítószer gyanúja miatt, de később kiderült, hogy csak az egyik testépítő kiegészítő okozta a téves eredményt. 
A felfüggesztés után visszatért, csapatot alapított Jon Bolen-al. Legyőzték Aaron Lamata és Low Rider, Johnny Punch és Pat Buck illetve Eddie Craven és Mike Kruel párosát is. Ezután több egyéni meccset vívott, majd pár hónapott kihagyott. Ryback néven tért vissza, majd 2008. október 18-án legyőzte Anthony Bravado-t, s így ő lett az új OVW nehézsúlyú bajnok. Nem sokáig örülhetett a címének, mivel november 1-jén Bravado visszanyerte tőle. A cím elvesztése után újra aláírta a fejlődési szerződést World Wrestling Entertainment-el, majd átkerült a Florida Championship Wrestling-hez.

### Florida Championship Wrestling (2008-2010)
Az FCW-ben 2008. december 16-án debütált Jon Cutler társaságában, majd megmérkőztek Kris Logan és Taylor Rotunda párosával. Ezután Sheamus-el állt össze egy csapatba, és a Florida Tag Team bajnoki címért versenyeztek; sikertelenül. Miután Sheamus-t felhívták a WWE főcsapatába, addig Ryback egy darabig háttérbe szorult. Skip Sheffield néven tért vissza egy cowboy szerepben, majd legyőzte Jimmy Uso-t.

### NXT (2010)
2010. február 16-án jelentették be az ECW utolsó epizódjában, hogy nyolc "újonc" FCW birkózó részt vehet a WWE új műsorában, az NXT-ben. Sheffield március 2-án debütált William Regal társaként, majd összecsaptak Matt Hardy és Justin Gabriel csapatával. Véget ért az NXT első évada, ám azt csak egy ember nyerhette meg. A maradék 7 ember (köztük Sheffield) június 7-én megrohamozták a Raw-ot. Többek között megtámadták John Cena-t, és Bret Hart-ot is. A Nexus nevet vették fel, majd augusztus 15-én, a SummerSlam-en megmérkőztek a WWE csapatával. Bokatörés miatt több műtéten esett át, majd 2011. december 3-án, a Raw house show-ján tért vissza.

### Ryback visszatér a WWE-be (2012-2014)
Ismét felvette a Ryback nevet, majd új öltözékben, új megjelenéssel debütált 2012. április 6-án a SmackDown-ban. Kezdetekben 2 az 1 elleni handicap meccseken "jobbereket" vert le, mint például Heath Slater, Derrick Bateman, Curt Hawkins, Tyler Reks, Aaron Relic vagy Jay Hatton. Júliusban Jinder Mahal ellen keveredett összetűzésbe, akivel többször összecsapott. Ezt követően a WWE bajnokot, CM Punk-ot vette célkeresztbe. Többször megmérkőztek egymással, azonban Ryback mindig veszített CM Punk és menedzsere, Paul Heyman ügyködésének köszönhetően. A Hell in a Cell-en egy övön aluli ütés, valamint Brad Maddox, a mérkőzés bírójának lefizetése miatt kapott ki; míg a Survivor Series-en a Pajzs formáció (Seth Rollins, Dean Ambrose és Roman Reigns) miatt bukta el a meccset. Egy rövid időre összeállt a Team Hell No-val (Daniel Bryan és Kane), és a TLC rendezvényen összecsaptak a Pajzs ellen, de nem sikerült nyerniük. Ryback az év végén 3db Slammy díjat is kapott; legfőképp a "Feed Me More" (magyarul "Kérek még!") szlogenje miatt. 
2013 januárjában részt vett a 30 emberes Royal Rumble meccsen. Bekerült a fináléba, de John Cena végül kiejtette őt. Ezt követően folytatta a rivalizálást a Pajzs-al. Emiatt összeállt John Cena-val és Sheamus-el, de vereséget szenvedtek tőlük. Ezek után Mark Henry-vel rivalizált. A SmackDown-ban számtalanször összecsaptak; többek között súlyemelő versenyeket is tartottak. Viszályuk a WrestleMania 29-en ért véget, ahol Ryback veszített. Ezután ismét a WWE övet szerette volna megszerezni, ami időközben John Cena-hoz került. Az Extreme Rules-en és a Payback-en is összeütköztek, de Ryback mindkét esetben alul maradt. A későbbiekben Chris Jericho-val folytatott egy rövid viszályt, majd augusztusban különböző WWE dolgozókat félemlített meg a színfalak mögött (a történet szerint). 
2013 végén Paul Heyman a szárnyai alá vette, így ő lett a menedzsere. Közös ellenségük CM Punk lett, ezért többször megmérkőztek vele. Ezt követően Heyman másik tanítványával, Curtis Axel-el állt össze egy csapatba, nevük pedig "RybAxel" lett. A Tag Team bajnoki övet szerették volna megszerezni, ám nem sikerült elvenniük Cody Rhodes-tól és Goldust-tól. Egészen 2014 júniusáig próbálkoztak, de a Rhodes testvérektől nem tudták elnyerni az öveket. Júliusban részt vettek a Battleground-on megrendezett "battle royal" meccsen, aminek a tétje az interkontinentális bajnoki öv volt, de ezt sem sikerült megszerezniük. 
Augusztusban Ryback sérv műtéten esett át, majd október 27-én tért vissza a RAW-on, ahol legyőzte Bo Dallas-t. Novemberben véget ér kapcsolata Axel-el, majd kérik, hogy csatlakozzon a Vezetőség csapatába. Ennek nem tesz eleget, és inkább beáll a Cena csapatba. A két csapat a Survivor Series-en mérkőzik meg egymással. Habár Rusev kiejti őt; a Cena csapatnak mégis sikerül nyernie. Decemberben a TLC-n legyőzi Kane-t, a Vezetőség egyik tagját.

### Interkontinentális bajnok (2015-2016)
Miután a Vezetőség visszatért, Triple H kirúgta Ryback-ot, Erick Rowan-t és Dolph Ziggler-t engedetlenség miatt (a történet szerint); de 2015. január 19-én visszavették őket, miután John Cena megnyert egy handicap meccset. Január 25-én Ryback részt vett a 30 emberes Royal Rumble meccsen, ám nem sikerült megnyernie. Februárban a Fastlane-n Dolph Ziggler-el és Erick Rowan-al alapít egy tag teamet, és összeütköznek a Vezetőség csapatával. Március végén részt vesz a WrestleMania 31-en megrendezett "André the Giant" battle royal meccsen, ám kiejtik őt. Ezután Bray Wyatt-el keveredett egy rövid viszályba. Május elején összecsaptak a Payback-en, de Ryback veszített. 2015. május 31-én, az Elimination Chamber-en R-Truth, Sheamus, King Barrett, Dolph Ziggler és Mark Henry-vel kellett összemérnie tudását; a meccs tétje pedig az interkontinentális bajnoki öv volt. Itt végül győzelmet aratott, és ő lett az új interkontinentális bajnok. 
Júniusban a Money in the Bank-on a Big Show ellen kellett bizonyítania. Habár a címét megvédte, de diszkvalifikáció miatt a Big Show nyert, hiszen a meccs végén The Miz beavatkozott a mérkőzésbe. Júliusban a Battleground-on The Miz és a Big Show ellen csapott volna össze egy "triple threat" meccsen, ám a meccset elhalasztották Ryback térdsérülése miatt. Augusztus 23-án, a SummerSlam-en viszont összecsaptak egymással, ám Ryback-nek sikerült megvédenie a címét. 2015. szeptember 20-án, a Night of Champions-on Kevin Owens-el csap össze. Vereséget szenved, így 112 nap után elbukja az interkontinentális övet. A Hell in a Cell-en rendezték meg a visszavágót, ahol ismét veszített Ryback, s ezáltal viszályuk véget ért.

### Önálló karrier és távozás (2016-)
2016.01.24-én Ryback versenyzett a Royal Rumble meccsen, azonban Big Show kiejtette őt. Február 4-én a SmackDown-ban új külsővel debütált, és legyőzte Erick Rowan-t. Később összeállt Big Show-al és Kane-el, hogy együtt szálljanak szembe a Wyatt Család ellen. Márciusban és áprilisban többször összecsapott Kalisto ellen az Egyesült Államok bajnoki címért, de vereséget szenvedett. Augusztus 5-én Reeves bejelentette egy közösségi oldalon, hogy útjai elváltak a WWE-vel. Három nappal később a WWE ezt a hírt hivatalosan is megerősítette. A távozás után a Northeast Wrestling-nél tűnt fel, majd a WrestlePro-nál megnyerte a WrestlePro Tag Team bajnoki címet Pat Buck-el.

### Eredményei
OVW Heavyweight Championship (1x)
- 2008.10.18.: Anthony Bravado-t győzte le egy "live event"-en.

WWE Intercontinental Championship (1x)
- 2015.05.31.: Elimination Chamber-en legyőzte Sheamus-t, Dolph Ziggler-t, Mark Henry-t, R-Truth-t, és King Barrett-et.

Slammy-díjak (5x)
- Az év legsokkolóbb pillanata (2010) – A Nexus debütálása miatt.
- Az év legtöbbet skandált szava (Crowd Chant of the Year (2012)) – "Feed Me More!"
- Az év újonca (2012)
- Az év trendje (Trending Now (2012)) – #FeedMeMore
- Az év meccse (2014) – Cena csapat vs Vezetőség csapat a Survivor Series-en

## Mozdulatai
- Bomba tölcsér (Shell Shocked)
- Húskampó (Meat Hook)
- Suplex variációk (német, snap, függőleges)

## Bevonuló zenéi
- American Bang – Wild & Young (2010. március 2. – 2010. május 11. között)
- 12 Stones – We Are One (2010. június 7. – 2010. augusztus 18 között, a Nexus csapat részeként)
- Jim Johnston – Meat (2012. április 6. – 2012. augusztus 10. között)
- Jim Johnston – Meat On the Perfect Table (2014. március 31. – 2014. augusztus 26. között, a Rybaxel csapat részeként)
- Jim Johnston – Meat On the Table (2012. augusztus 13-tól napjainkig)

## Fordítás
Ez a szócikk részben vagy egészben  a   Ryback című angol Wikipédia-szócikk fordításán alapul.  Az eredeti cikk szerkesztőit annak laptörténete sorolja fel. Ez a jelzés csupán a megfogalmazás eredetét és a szerzői jogokat jelzi, nem szolgál a cikkben szereplő információk forrásmegjelöléseként.